# Koftgari
Koftgari är en indisk damaskeringsteknik genom vilken stål får inläggningar med ädelmetall såsom guld eller silver.
Termen koftgari härstammar från det persiska ordet koft, som betyder "invävd". Kofter kan översättas som "förgyllare" eller "guldslagare”. Denna teknik innebär att man etsar ut ett mönster på stål och sedan appliceras guldtråd på toppen av den etsade raden. Tråden hamras sedan in i metallen i mönstret. Stycket hettas därefter upp på nytt och hamras, varefter ytan poleras med en porös sten. Tekniken var särskilt populär i Iran och Indien från 1600- till 1800-talet, då den huvudsakligen används för att dekorera vapen och rustningar. Det var inte förrän på 1800-talet som tekniken började tillämpas på hushållsföremål, som ljusstakar.